# Moldavië op het Eurovisiesongfestival 2016

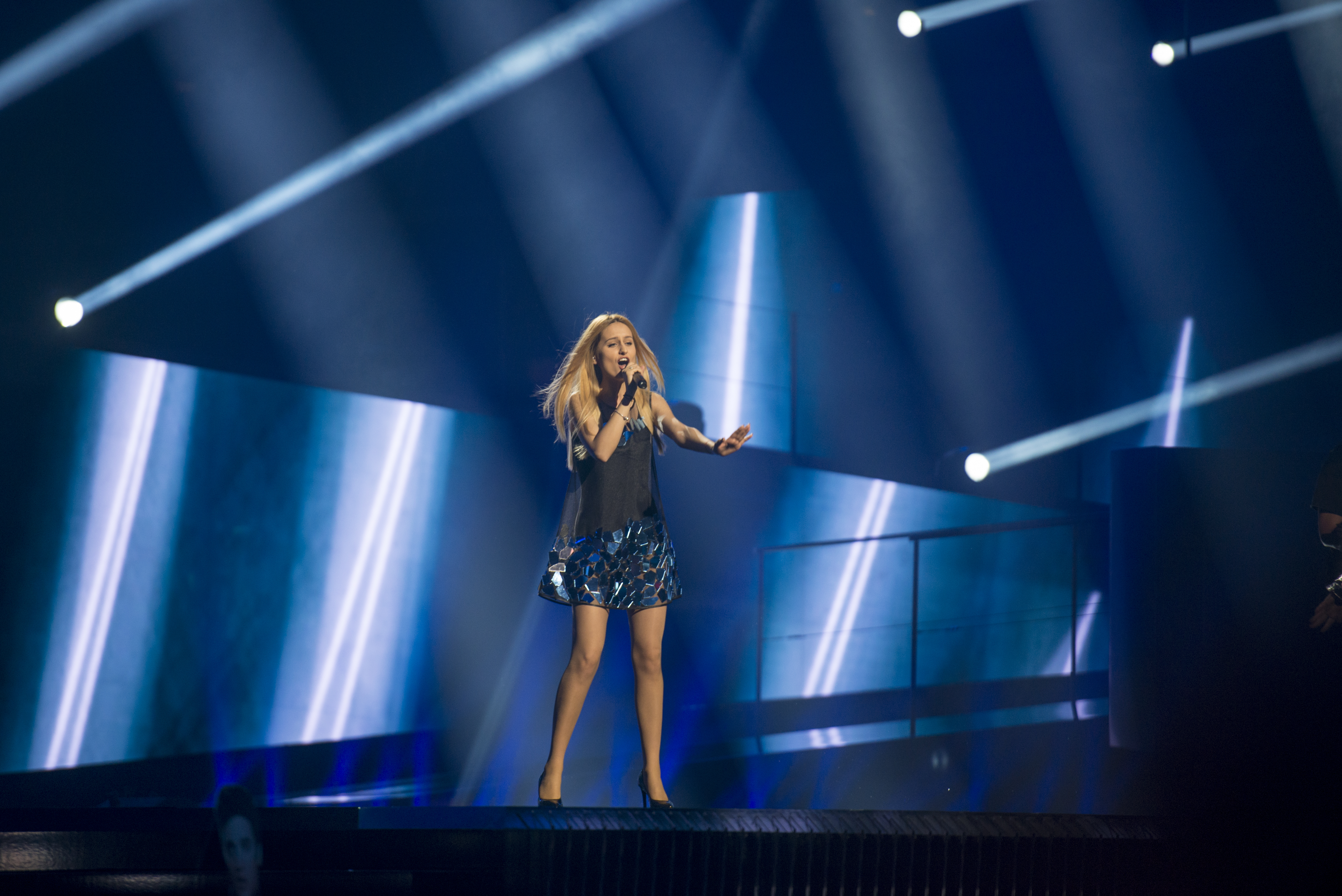
Lidia Isac werd uitgeschakeld in de eerste halve finale

Moldavië nam deel aan het Eurovisiesongfestival 2016 in Stockholm, Zweden. Het was de 12de deelname van het land op het Eurovisiesongfestival. TRM was verantwoordelijk voor de Moldavische bijdrage voor de editie van 2016.

## Selectieprocedure
Op 13 oktober 2015 maakte de Moldavische staatsomroep bekend te zullen deelnemen aan de volgende editie van het Eurovisiesongfestival. Geïnteresseerden kregen van 13 oktober tot en met 7 december de tijd om een inzending in te sturen. Deelnemers moesten over de Moldavische nationaliteit beschikken. Buitenlanders mochten enkel aantreden wanneer ze deel uitmaakten van een duo waarvan het andere lid Moldavisch was. Uiteindelijk ontving TRM 47 inzendingen, 21 minder dan een jaar eerder. Het was de bedoeling dat een vakjury vervolgens 50 inzendingen zou selecteren voor een auditie, maar door het lage aantal inschrijvingen, werd deze fase geannuleerd. Alle deelnemers mochten aantreden in de auditie, op 19 december. Een vakjury selecteerde volgens 24 acts die mochten deelnemen aan O Melodie Pentru 2016.
De Moldavische nationale voorronde verliep, net als het Eurovisiesongfestival zelf, over twee halve finales en één finale, die allen in dezelfde week plaatsvonden. In elke halve finale traden twaalf artiesten aan. Acht van hen mochten telkens door naar de grote finale: de zeven acts die de hoogste gecombineerde score kregen van zowel de vakjury als de televoters, en de act die de meeste stemmen van het grote publiek had gekregen zonder zich te kwalificeren. In de finale werden de punten evenwaardig uitgedeeld door een vakjury en door het publiek via televoting. In geval van een gelijkstand zou de favoriet van de vakjury winnen.
Op 27 februari 2016 werd besloten dat Lidia Isac Moldavië mocht vertegenwoordigen op het Eurovisiesongfestival 2016 met het lied Falling stars.

## O Melodie Pentru Europa 2016

### Halve finales
23 februari 2016 
| Plaats | Artiest         | Lied                | Jury | Publiek | Totaal |
| ------ | --------------- | ------------------- | ---- | ------- | ------ |
| 1      | Maxim Zavidia   | La la love          | 7    | 12      | 19     |
| 2      | Valeria Pașa    | Save love           | 12   | 5       | 17     |
| 3      | Doinița Gherman | Irresistible        | 10   | 7       | 17     |
| 4      | DoReDos         | Funny folk          | 8    | 6       | 14     |
| 5      | Viola           | In the name of love | 6    | 4       | 10     |
| 6      | Valentin Uzun   | Mine                | 0    | 10      | 10     |
| 7      | Che-MD          | Vodă e cu noi       | 1    | 8       | 9      |
| 8      | Emilia Russu    | I am not the same   | 5    | 3       | 8      |
| 9      | Valentina Nejel | Va fi târziu        | 3    | 2       | 5      |
| 10     | Chriss Jeff     | Good life           | 4    | 0       | 4      |
| 11     | Priza           | Rewind              | 2    | 0       | 2      |
| 12     | Chris Maroo     | Tonight             | 0    | 1       | 1      |

 25 februari 2016 
| Plaats | Artiest                             | Lied                  | Jury | Publiek | Totaal |
| ------ | ----------------------------------- | --------------------- | ---- | ------- | ------ |
| 1      | Lidia Isac                          | Falling stars         | 5    | 12      | 17     |
| 2      | Nadia Moșneagu                      | Memories              | 10   | 6       | 16     |
| 3      | Max Fall feat. Dan Vozniuc & Malloy | Game love             | 8    | 8       | 16     |
| 4      | Cristina Pintilie                   | Picture of love       | 7    | 7       | 14     |
| 5      | Rodica & Ivan Aculov                | Stop lying            | 4    | 10      | 14     |
| 6      | Big Flash Sound                     | Când vrei             | 12   | 0       | 12     |
| 7      | Andrei Ionița & Onoffrei            | Lie                   | 6    | 2       | 8      |
| 8      | Felicia Dunaf                       | You and me            | 2    | 5       | 7      |
| 9      | Diana Brescan                       | Till the end          | 1    | 4       | 5      |
| 10     | Vitalie Todirașcu                   | Belladonna            | 3    | 0       | 3      |
| 11     | Beatrice                            | Save my heart for you | 0    | 3       | 0      |
| 12     | Anna Gulko                          | Never let go          | 0    | 1       | 1      |

### Finale
27 februari 2016
| Plaats | Artiest                             | Lied                | Jury | Publiek | Totaal |
| ------ | ----------------------------------- | ------------------- | ---- | ------- | ------ |
| 1      | Lidia Isac                          | Falling stars       | 8    | 12      | 20     |
| 2      | Cristina Pintilie                   | Picture of love     | 10   | 8       | 18     |
| 3      | Valeria Pașa                        | Save love           | 12   | 5       | 17     |
| 4      | DoReDos                             | Funny folk          | 6    | 10      | 16     |
| 5      | Maxim Zavidia                       | La la love          | 7    | 7       | 14     |
| 6      | Max Fall feat. Dan Vozniuc & Malloy | Game lover          | 4    | 2       | 6      |
| 7      | Doinița Gherman                     | Irresistable        | 3    | 3       | 6      |
| 8      | Valentin Uzun                       | Mine                | 0    | 6       | 6      |
| 9      | Big Flash Sound                     | Când vrei           | 5    | 0       | 5      |
| 10     | Rodica & Ivan Aculov                | Stop lying          | 0    | 4       | 4      |
| 11     | Viola                               | In the name of love | 2    | 0       | 2      |
| 12     | Andrei Ionița & Onoffrei            | Lie                 | 1    | 0       | 1      |
| 13     | Nadia Moșneagu                      | Memories            | 0    | 1       | 1      |
| 14     | Felicia Dunaf                       | You and me          | 0    | 0       | 0      |
| 15     | Emilia Russu                        | I am not the same   | 0    | 0       | 0      |
| 16     | Che-MD                              | Vodă e cu noi       | 0    | 0       | 0      |

## In Stockholm
Moldavië trad in de eerste halve finale op dinsdag 10 mei 2016 aan. Lidia Isac trad als derde van achttien acts op, net na Argo uit Griekenland en gevolgd door Freddie uit Hongarije. Moldavië wist zich niet te plaatsen voor de finale.
2005 · 2006 · 2007 · 2008 · 2009 · 2010 · 2011 · 2012 · 2013 · 2014 · 2015 · 2016 · 2017 · 2018 · 2019 · 2020 · 2021 · 2022 · 2023 · 2024 · 2025
Albanië · Armenië · Australië · Azerbeidzjan · België · Bosnië en Herzegovina · Bulgarije · Cyprus · Denemarken · Duitsland · Estland · Finland · Frankrijk · Georgië · Griekenland · Hongarije · Ierland · IJsland · Israël · Italië · Kroatië · Letland · Litouwen · Macedonië · Malta · Moldavië · Montenegro · Nederland · Noorwegen · Oekraïne · Oostenrijk · Polen · Rusland · San Marino · Servië · Slovenië · Spanje · Tsjechië · Verenigd Koninkrijk · Wit-Rusland · Zweden · Zwitserland